# Lista siturilor arheologice din județul Bistrița-Năsăud - S
Lista siturilor arheologice din județul Bistrița-Năsăud - S conține toate siturile arheologice din județul Bistrița-Năsăud înscrise în Repertoriul Arheologic Național (RAN) și aflate în localități al căror nume începe cu litera S. RAN este administrat de Ministerul Culturii și Patrimoniului Național și cuprinde date științifice, cartografice, topografice, imagini și planuri, precum și orice alte informații privitoare la zonele cu potențial arheologic, studiate sau nu, încă existente sau dispărute.
Puteți căuta un sit din localitățile care încep cu litera S folosind formularul de mai jos sau puteți naviga prin toate siturile din județ la Lista siturilor arheologice din județul Bistrița-Năsăud.
| Cod RAN                                  | Denumire | Localitate                                           | Adresă                 | Datare                       | Descoperit | Coordonate                                    | Imagine           | Erori            |
| ---------------------------------------- | --- | ---------------------------------------------------- | ---------------------- | ---------------------------- | ---------- | --------------------------------------------- | ----------------- | ---------------- |
| 34529.01.01 (Cod LMI: BN-I-m-A-01407.04) | Situl arheologic de la Stupini - "Fânațele Archiudului" / ansamblu anonim (Categorie: locuire civilă) (Tip: Așezare)                  | sat Stupini, comuna Sânmihaiu de Câmpie              | Fânațele Archiudului   | Petrești                     |            | 46°52′58″N 24°22′22″E / 46.88278°N 24.37278°E | Încărcați imagine | Raportați eroare |
| 34529.01.02 (Cod LMI: BN-I-s-A-01407)    | Situl arheologic de la Stupini - "Fânațele Archiudului" / ansamblu anonim (Categorie: locuire civilă) (Tip: Așezare)                  | sat Stupini, comuna Sânmihaiu de Câmpie              | Fânațele Archiudului   | Wietenberg - timpurie        |            | 46°52′58″N 24°22′22″E / 46.88278°N 24.37278°E | Încărcați imagine | Raportați eroare |
| 34529.01.03 (Cod LMI: BN-I-m-A-01407.03) | Situl arheologic de la Stupini - "Fânațele Archiudului" / ansamblu anonim (Categorie: locuire civilă) (Tip: Așezare)                  | sat Stupini, comuna Sânmihaiu de Câmpie              | Fânațele Archiudului   |                              |            | 46°52′58″N 24°22′22″E / 46.88278°N 24.37278°E | Încărcați imagine | Raportați eroare |
| 34529.01.04 (Cod LMI: BN-I-m-A-01407.01) | Situl arheologic de la Stupini - "Fânațele Archiudului" / ansamblu anonim (Categorie: locuire civilă) (Tip: Așezare)                  | sat Stupini, comuna Sânmihaiu de Câmpie              | Fânațele Archiudului   |                              |            | 46°52′58″N 24°22′22″E / 46.88278°N 24.37278°E | Încărcați imagine | Raportați eroare |
| 34529.01.05 (Cod LMI: BN-I-m-A-01407.02) | Situl arheologic de la Stupini - "Fânațele Archiudului" / ansamblu anonim (Categorie: locuire civilă) (Tip: Așezare)                  | sat Stupini, comuna Sânmihaiu de Câmpie              | Fânațele Archiudului   | sec. II - III                |            | 46°52′58″N 24°22′22″E / 46.88278°N 24.37278°E | Încărcați imagine | Raportați eroare |
| 34529.01.06 (Cod LMI: BN-I-s-A-01407)    | Situl arheologic de la Stupini - "Fânațele Archiudului" / ansamblu anonim (Categorie: locuire civilă) (Tip: Așezare)                  | sat Stupini, comuna Sânmihaiu de Câmpie              | Fânațele Archiudului   | sec.IX-X                     |            | 46°52′58″N 24°22′22″E / 46.88278°N 24.37278°E | Încărcați imagine | Raportați eroare |
| 34529.01.07 (Cod LMI: BN-I-m-A-01407.05) | Situl arheologic de la Stupini - "Fânațele Archiudului" / ansamblu anonim (Categorie: locuire civilă) (Tip: Așezare)                  | sat Stupini, comuna Sânmihaiu de Câmpie              | Fânațele Archiudului   |                              |            | 46°52′58″N 24°22′22″E / 46.88278°N 24.37278°E | Încărcați imagine | Raportați eroare |
| 34404.01.01 (Cod LMI: BN-I-s-B-01385)    | Turnul roman de la Salva - "Mocirla" / ansamblu turn roman (Categorie: fortificație) (Tip: Turn)                                      | sat Salva, comuna Salva                              | Mocirla                | romană sec. II - III p. Chr. |            |                                               | Încărcați imagine | Raportați eroare |
| 32893.01.01 (Cod LMI: BN-I-s-B-01386)    | Fortificația medievală de la Satu Nou - "Burg" / ansamblu anonim (Categorie: fortificație) (Tip: Fortificație)                        | sat Satu Nou, comuna Cetate                          | Burg                   |                              |            |                                               | Încărcați imagine | Raportați eroare |
| 32893.02.01 (Cod LMI: BN-I-s-B-01387)    | Așezarea din epoca bronzului de la Satu Nou - "Aluneasa" / ansamblu anonim (Categorie: locuire civilă) (Tip: Așezare)                 | sat Satu Nou, comuna Cetate                          | Aluneasa               |                              |            |                                               | Încărcați imagine | Raportați eroare |
| 34510.01.01 (Cod LMI: BN-I-m-B-01388.03) | Situl arheologic de la Sălcuța - "Cânepiște" / ansamblu anonim (Categorie: locuire civilă) (Tip: Așezare)                             | sat Sălcuța, comuna Sânmihaiu de Câmpie              | Cânepiște              |                              |            |                                               | Încărcați imagine | Raportați eroare |
| 34510.01.02 (Cod LMI: BN-I-m-B-01388.02) | Situl arheologic de la Sălcuța - "Cânepiște" / ansamblu anonim (Categorie: locuire civilă) (Tip: Așezare)                             | sat Sălcuța, comuna Sânmihaiu de Câmpie              | Cânepiște              |                              |            |                                               | Încărcați imagine | Raportați eroare |
| 34510.01.03 (Cod LMI: BN-I-m-B-01388.01) | Situl arheologic de la Sălcuța - "Cânepiște" / ansamblu anonim (Categorie: locuire civilă) (Tip: Așezare)                             | sat Sălcuța, comuna Sânmihaiu de Câmpie              | Cânepiște              | sec. II - III                |            |                                               | Încărcați imagine | Raportați eroare |
| 34752.01.01 (Cod LMI: BN-I-m-A-01389.02) | Situl arheologic de la Sărățel - "Dealul Cetate" / ansamblu anonim (Categorie: fortificație) (Tip: Fortificație)                      | sat Sărățel, comuna Șieu-Măgheruș                    | Dealul Cetate          |                              |            |                                               | Încărcați imagine | Raportați eroare |
| 34752.01.02 (Cod LMI: BN-I-m-A-01389.01) | Situl arheologic de la Sărățel - "Dealul Cetate" / ansamblu anonim (Categorie: fortificație) (Tip: Fortificație)                      | sat Sărățel, comuna Șieu-Măgheruș                    | Dealul Cetate          |                              |            |                                               | Încărcați imagine | Raportați eroare |
| 34752.02.01 (Cod LMI: BN-I-m-B-01390.05) | Situl arheologic de la Sărățel - "După grădini" / ansamblu anonim (Categorie: locuire civilă) (Tip: Așezare)                          | sat Sărățel, comuna Șieu-Măgheruș                    | După grădini           |                              |            |                                               | Încărcați imagine | Raportați eroare |
| 34752.02.02 (Cod LMI: BN-I-m-B-01390.04) | Situl arheologic de la Sărățel - "După grădini" / ansamblu anonim (Categorie: locuire civilă) (Tip: Așezare)                          | sat Sărățel, comuna Șieu-Măgheruș                    | După grădini           |                              |            |                                               | Încărcați imagine | Raportați eroare |
| 34752.02.03 (Cod LMI: BN-I-m-B-01390.03) | Situl arheologic de la Sărățel - "După grădini" / ansamblu anonim (Categorie: locuire civilă) (Tip: Așezare)                          | sat Sărățel, comuna Șieu-Măgheruș                    | După grădini           |                              |            |                                               | Încărcați imagine | Raportați eroare |
| 34752.02.04 (Cod LMI: BN-I-m-B-01390.02) | Situl arheologic de la Sărățel - "După grădini" / ansamblu anonim (Categorie: locuire civilă) (Tip: Așezare)                          | sat Sărățel, comuna Șieu-Măgheruș                    | După grădini           | sec. III - IV                |            |                                               | Încărcați imagine | Raportați eroare |
| 34752.02.05 (Cod LMI: BN-I-s-B-01390)    | Situl arheologic de la Sărățel - "După grădini" / ansamblu anonim (Categorie: locuire civilă) (Tip: Așezare)                          | sat Sărățel, comuna Șieu-Măgheruș                    | După grădini           | sec. VII - VIII              |            |                                               | Încărcați imagine | Raportați eroare |
| 34752.02.06 (Cod LMI: BN-I-m-B-01390.01) | Situl arheologic de la Sărățel - "După grădini" / ansamblu anonim (Categorie: locuire civilă) (Tip: Așezare)                          | sat Sărățel, comuna Șieu-Măgheruș                    | După grădini           |                              |            |                                               | Încărcați imagine | Raportați eroare |
| 34431.01.01 (Cod LMI: BN-I-s-B-01397)    | Așezarea din epoca bronzului de la Silivașu de Cîmpie - "Budiștea" / ansamblu anonim (Categorie: locuire civilă) (Tip: Așezare)       | sat Silivașu de Cîmpie, comuna Silivașu de Câmpie    | Budiștea               |                              |            |                                               | Încărcați imagine | Raportați eroare |
| 34431.02.01 (Cod LMI: BN-I-s-B-01398)    | Așezarea romană de la Silivașu de Câmpie - "Drâmoaia" / ansamblu anonim (Categorie: locuire civilă) (Tip: Așezare)                    | sat Silivașu de Cîmpie, comuna Silivașu de Câmpie    | Drâmoaia               | sec. II - III                |            |                                               | Încărcați imagine | Raportați eroare |
| 34431.03.01 (Cod LMI: BN-I-m-B-01399.03) | Situl arheologic de la Silivașu de Câmpie - "Dosul Sălcii" / ansamblu anonim (Categorie: locuire civilă) (Tip: Așezare)               | sat Silivașu de Cîmpie, comuna Silivașu de Câmpie    | Dosul Sălcii           |                              |            |                                               | Încărcați imagine | Raportați eroare |
| 34431.03.02 (Cod LMI: BN-I-m-B-01399.02) | Situl arheologic de la Silivașu de Câmpie - "Dosul Sălcii" / ansamblu anonim (Categorie: locuire civilă) (Tip: Așezare)               | sat Silivașu de Cîmpie, comuna Silivașu de Câmpie    | Dosul Sălcii           | sec. II - III                |            |                                               | Încărcați imagine | Raportați eroare |
| 34431.03.03 (Cod LMI: BN-I-m-B-01399.01) | Situl arheologic de la Silivașu de Câmpie - "Dosul Sălcii" / ansamblu anonim (Categorie: locuire civilă) (Tip: Așezare)               | sat Silivașu de Cîmpie, comuna Silivașu de Câmpie    | Dosul Sălcii           | sec. III - IV                |            |                                               | Încărcați imagine | Raportați eroare |
| 32759.01 (Cod LMI: BN-I-s-B-01400)       | Turnul roman de la Simionești - "Măgura" (Categorie: fortificație) (Tip: turn)                                                        | sat Simionești, comuna Budacu de Jos                 | Măgura                 | sec. II - III                |            |                                               | Încărcați imagine | Raportați eroare |
| 32759.01.01 (Cod LMI: BN-I-s-B-01400)    | Turnul roman de la Simionești - "Măgura" / ansamblu turn roman (Categorie: fortificație) (Tip: Turn)                                  | sat Simionești, comuna Budacu de Jos                 | Măgura                 | romană sec. II - III         |            |                                               | Încărcați imagine | Raportați eroare |
| 34592.01.01 (Cod LMI: BN-I-m-B-01401.01) | Turnul roman de la Sita - "Vârful Sitii" / ansamblu turn roman (Categorie: fortificație) (Tip: Turn)                                  | sat Sita, comuna Spermezeu                           | Vârful Sitii           | romană sec. II - III         |            |                                               | Încărcați imagine | Raportați eroare |
| 34592.02.01 (Cod LMI: BN-I-m-B-01401.02) | Turnul roman de la Sita - "Capul Dealului" / ansamblu turn roman (Categorie: fortificație) (Tip: Turn)                                | sat Sita, comuna Spermezeu                           | Capul Dealului         | romană sec. II-III           |            |                                               | Încărcați imagine | Raportați eroare |
| 34592.03.01 (Cod LMI: BN-I-m-B-01401.03) | Turnul roman de la Sita - "Ponoare" / ansamblu turn roman (Categorie: fortificație) (Tip: Turn)                                       | sat Sita, comuna Spermezeu                           | Ponoare                | romană sec. II - III         |            |                                               | Încărcați imagine | Raportați eroare |
| 33471.01.01 (Cod LMI: BN-I-m-B-01391.02) | Situl arheologic de la Sângeorzu Nou / ansamblu anonim (Categorie: locuire civilă) (Tip: Așezare)                                     | sat Sângeorzu Nou, comuna Lechința                   |                        | sec. II - III                |            |                                               | Încărcați imagine | Raportați eroare |
| 33471.01.02 (Cod LMI: BN-I-m-B-01391.01) | Situl arheologic de la Sângeorzu Nou / ansamblu anonim (Categorie: locuire civilă) (Tip: Așezare)                                     | sat Sângeorzu Nou, comuna Lechința                   |                        | sec. IX - XI                 |            |                                               | Încărcați imagine | Raportați eroare |
| 33471.02.01 (Cod LMI: BN-I-m-B-01392.02) | Situl arheologic de la Sângeorzu Nou - "Saivane" / ansamblu anonim (Categorie: locuire civilă) (Tip: Așezare)                         | sat Sângeorzu Nou, comuna Lechința                   | Saivane                | sec. II - III                |            |                                               | Încărcați imagine | Raportați eroare |
| 33471.02.02 (Cod LMI: BN-I-m-B-01392.01) | Situl arheologic de la Sângeorzu Nou - "Saivane" / ansamblu anonim (Categorie: locuire civilă) (Tip: Așezare)                         | sat Sângeorzu Nou, comuna Lechința                   | Saivane                | sec. III - IV                |            |                                               | Încărcați imagine | Raportați eroare |
| 34486.01.01 (Cod LMI: BN-I-m-B-01393.02) | Situl arheologic din epoca romană de la Sânmihaiu de Câmpie - "Podișele" / ansamblu anonim (Categorie: locuire civilă) (Tip: Așezare) | sat Sânmihaiu de Câmpie, comuna Sânmihaiu de Câmpie  | Podișele               | sec. II - III                |            |                                               | Încărcați imagine | Raportați eroare |
| 34486.01.02 (Cod LMI: BN-I-m-B-01393.01) | Situl arheologic din epoca romană de la Sânmihaiu de Câmpie - "Podișele" / ansamblu anonim (Categorie: locuire civilă) (Tip: Așezare) | sat Sânmihaiu de Câmpie, comuna Sânmihaiu de Câmpie  | Podișele               | sec. III - IV                |            |                                               | Încărcați imagine | Raportați eroare |
| 34486.02.02 (Cod LMI: BN-I-m-B-01394.02) | Situl arheologic de la Sânmihaiu de Câmpie - "Ciortei" / ansamblu anonim (Categorie: locuire civilă) (Tip: Așezare)                   | sat Sânmihaiu de Câmpie, comuna Sânmihaiu de Câmpie  | Ciorotei               |                              |            |                                               | Încărcați imagine | Raportați eroare |
| 34486.02.01 (Cod LMI: BN-I-m-B-01394.03) | Situl arheologic de la Sânmihaiu de Câmpie - "Ciortei" / ansamblu anonim (Categorie: locuire civilă) (Tip: Așezare)                   | sat Sânmihaiu de Câmpie, comuna Sânmihaiu de Câmpie  | Ciorotei               |                              |            |                                               | Încărcați imagine | Raportați eroare |
| 34486.02.03 (Cod LMI: BN-I-m-B-01394.01) | Situl arheologic de la Sânmihaiu de Câmpie - "Ciortei" / ansamblu anonim (Categorie: locuire civilă) (Tip: Așezare)                   | sat Sânmihaiu de Câmpie, comuna Sânmihaiu de Câmpie  | Ciorotei               |                              |            |                                               | Încărcați imagine | Raportați eroare |
| 33104.01.01 (Cod LMI: BN-I-m-B-01405.02) | Situl arheologic de la Strugureni / ansamblu anonim (Categorie: locuire civilă) (Tip: Așezare)                                        | sat Strugureni, comuna Chiochiș                      |                        | sec. II - III                |            |                                               | Încărcați imagine | Raportați eroare |
| 33104.01.02 (Cod LMI: BN-I-m-B-01405.01) | Situl arheologic de la Strugureni / ansamblu anonim (Categorie: locuire civilă) (Tip: Așezare)                                        | sat Strugureni, comuna Chiochiș                      |                        |                              |            |                                               | Încărcați imagine | Raportați eroare |
| 33104.02.01 (Cod LMI: BN-I-s-B-01406)    | Așezarea hallstattiană de la Strugureni / ansamblu anonim (Categorie: locuire civilă) (Tip: Așezare)                                  | sat Strugureni, comuna Chiochiș                      |                        |                              |            |                                               | Încărcați imagine | Raportați eroare |
| 32438.01.01 (Cod LMI: BN-I-s-B-01396)    | Turnul roman de la Sigmir / ansamblu Turn roman (Categorie: fortificație) (Tip: Turn)                                                 | localitate componentă Sigmir, municipiul Bistrița    |                        | romană sec. II - III         |            |                                               | Încărcați imagine | Raportați eroare |
| 32447.01.01 (Cod LMI: BN-I-s-B-01404)    | Așezarea neolitică de la Slătinița - "Zeif" / ansamblu anonim (Categorie: locuire civilă) (Tip: Așezare)                              | localitate componentă Slătinița, municipiul Bistrița | Zeif                   | Tisa - II                    |            |                                               | Încărcați imagine | Raportați eroare |
| 33836.01.01                              | Așezarea din epoca bronzului de la Sântioana - "Fântâna Turcului" / ansamblu anonim (Categorie: locuire civilă) (Tip: Așezare)        | sat Sântioana, comuna Mărișelu                       | Fântâna Turcului       |                              |            |                                               | Încărcați imagine | Raportați eroare |
| 33480.01                                 | Topor eneolitic de la Sâniacob (Categorie: descoperire izolată) (Tip: obiect izolat)                                                  | sat Sâniacob, comuna Lechința                        |                        |                              |            |                                               | Încărcați imagine | Raportați eroare |
| 32429.01                                 | Topor eneolitic de la Sărata (Categorie: descoperire izolată) (Tip: obiect izolat)                                                    | localitate componentă Sărata, municipiul Bistrița    |                        |                              |            |                                               | Încărcați imagine | Raportați eroare |
| 35385.01                                 | Topor neolitic la Scoabe- Vatra satului (Categorie: descoperire izolată) (Tip: obiect izolat)                                         | sat Scoabe, comuna Urmeniș                           | Vatra satului          |                              |            |                                               | Încărcați imagine | Raportați eroare |
| 34896.01                                 | Topor eneolitic la Sebiș (Categorie: descoperire izolată) (Tip: obiect izolat)                                                        | sat Sebiș, comuna Șieuț                              |                        |                              |            |                                               | Încărcați imagine | Raportați eroare |
| 33104.03.01                              | Locuiri neo-eneolitice la Strugureni- Iratvány, Fântâna Rece / ansamblu anonim (Categorie: locuire civilă) (Tip: Așezare)             | sat Strugureni, comuna Chiochiș                      | Iratvány, Fântâna Rece |                              |            |                                               | Încărcați imagine | Raportați eroare |
| 34529.02.04 (Cod LMI: BN-I-m-A-01408.01) | Situl arheologic de la Stupini-Vătașnița / ansamblu anonim (Categorie: locuire civilă) (Tip: Așezare)                                 | sat Stupini, comuna Sânmihaiu de Câmpie              | Vătașnița              | sec. V - VI                  |            |                                               | Încărcați imagine | Raportați eroare |
| 34529.02.03 (Cod LMI: BN-I-m-A-01408.02) | Situl arheologic de la Stupini-Vătașnița / ansamblu anonim (Categorie: locuire civilă) (Tip: Așezare)                                 | sat Stupini, comuna Sânmihaiu de Câmpie              | Vătașnița              |                              |            |                                               | Încărcați imagine | Raportați eroare |
| 34529.02.02 (Cod LMI: BN-I-s-A-01408)    | Situl arheologic de la Stupini-Vătașnița / ansamblu anonim (Categorie: locuire civilă) (Tip: Așezare)                                 | sat Stupini, comuna Sânmihaiu de Câmpie              | Vătașnița              | Wietenberg                   |            |                                               | Încărcați imagine | Raportați eroare |
| 34529.02.05 (Cod LMI: BN-I-s-A-01408)    | Situl arheologic de la Stupini-Vătașnița / ansamblu anonim (Categorie: locuire civilă) (Tip: Așezare)                                 | sat Stupini, comuna Sânmihaiu de Câmpie              | Vătașnița              | sec. VII-VIII                |            |                                               | Încărcați imagine | Raportați eroare |
| 34529.02.01 (Cod LMI: BN-I-s-A-01408)    | Situl arheologic de la Stupini-Vătașnița / ansamblu anonim (Categorie: locuire civilă) (Tip: Așezare)                                 | sat Stupini, comuna Sânmihaiu de Câmpie              | Vătașnița              |                              |            |                                               | Încărcați imagine | Raportați eroare |